# Paardensprong (puzzel)

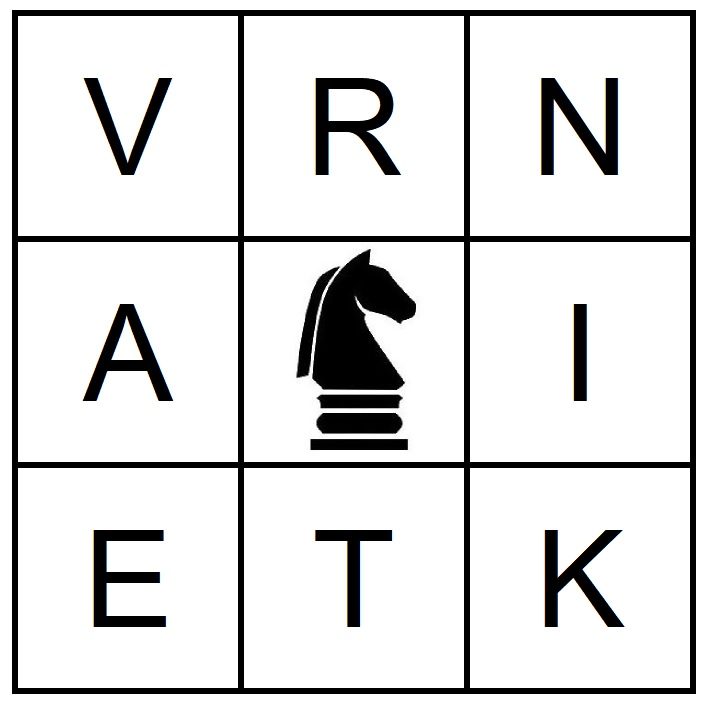
Oplossing: VIERKANT

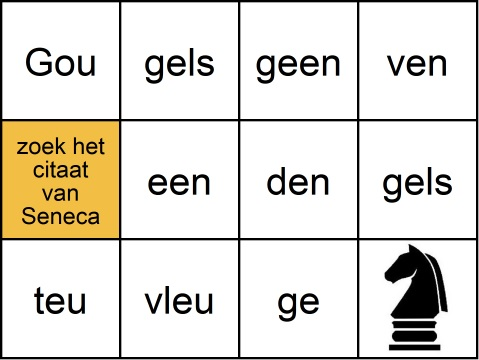
Paardensprongpuzzel met als oplossing:Gouden teugels geven een paard geen vleugels

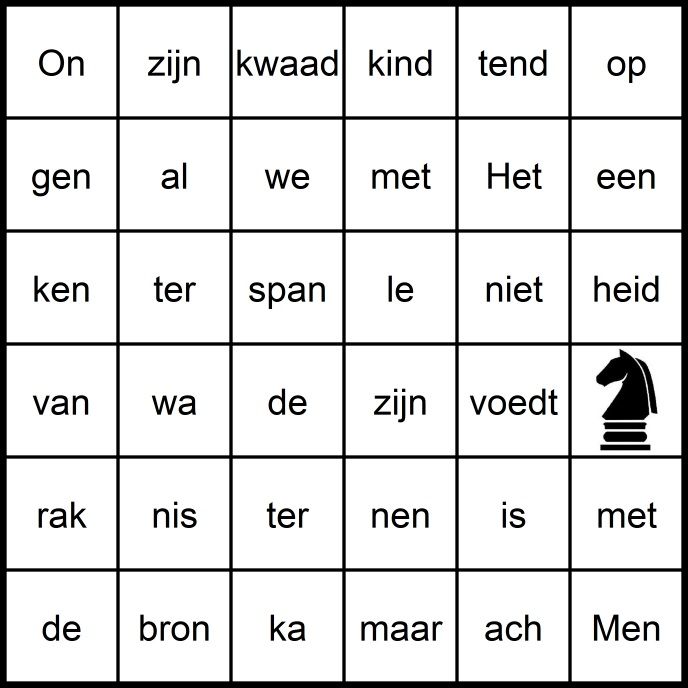
Paardensprongpuzzel met lettergrepen

Een paardensprong is een puzzel waarbij een woord geraden moet worden met behulp van een gegeven vierkant met negen hokjes.
Het oplossen van de paardensprong van drie bij drie is eenvoudig: In het voorbeeld wordt de V als beginletter gebruikt, in dit geval wordt er gesprongen met de klok mee, naar rechts. Na de eerste letter volgen er twee vakjes die moeten worden overgeslagen. Vervolgens wordt de volgende letter eraan geplakt. Door geheel rond te gaan, ontstaat langzaam het woord. Het spel wordt lastig als zowel de startletter als de speelrichting van tevoren niet bekend is.
Zie in het voorbeeld: de V is de startletter, de R en N worden overgeslagen, waarna men uitkomt bij de I; vervolgens de E enzovoorts. Uiteindelijk ontstaat het woord 'vierkant'.
Dit soort puzzels werd af en toe gebruikt in het taalprogramma Lucky Letters, TROS Triviant en iedere aflevering  in de Nederlandse tv-quiz Twee voor Twaalf. 
De naam is afkomstig uit het schaakspel, waarin het paard op deze manier verplaatst dient te worden.

## Letterdammen
Een variant van de paardensprongpuzzel is letterdammen. Het vierkante speelveld van meestal 9 bij 9 vakjes is gevuld met letters en damstenen. De eerste letter van het oplossingswoord staat aan een zijkant van het veld. Vanaf de beginletter dient volgens de regels van het damspel over de zwarte stenen te worden gesprongen. 

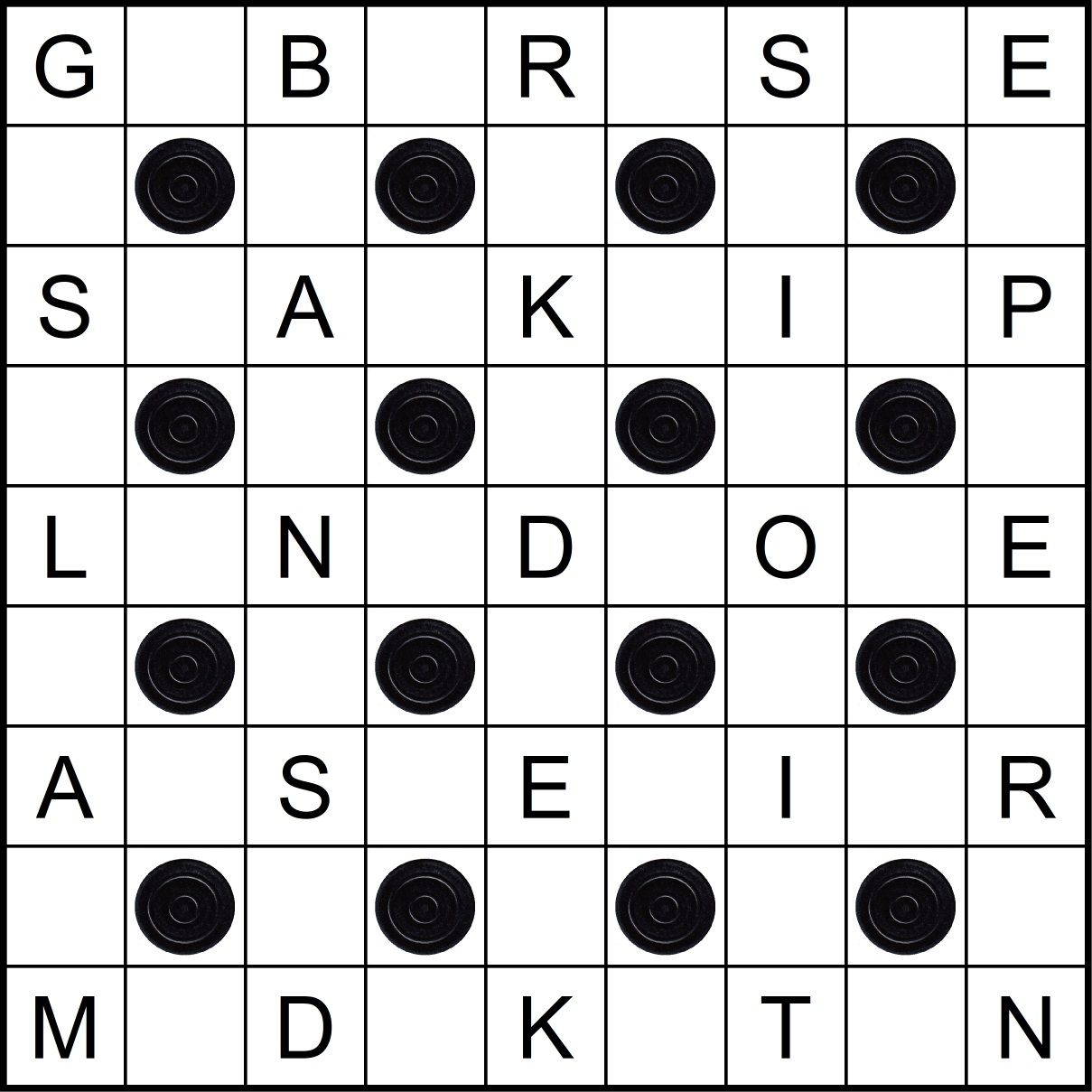
Letterdammen

Aanvulpuzzel
· anagrampuzzel
· citaatpuzzel
· cryptogram
· doorloper
· droedel
· filippine
· hartbrekerpuzzel
· kruiswoordpuzzel
· paardensprong
· paspuzzel
· pentagrampuzzel
· petpuzzel
· rebus
· scrabble
· slashpuzzel
· spiraalpuzzel
· taartpuzzel
· weefpuzzel
· woordritsen
· woordladder
· woordvlechten
· woordworm
· woordzoeker
· wordfeud
· wordle
· wurdian
· Zweedse puzzel